# Köpmantorget
Köpmantorget er en åben plads i Gamla stan i Stockholm, som ligger hvor Köpmangatan starter og møder midten af Köpmanbrinken går går videre mod nord og syd og møder den sidste nordlige del af Österlånggatan. Her findes en bronzekopi fra 1912 af træskulpturen Sankt Jørgen og dragen, der står i Storkyrkan. Hvor Köpmantorget ligger i dag, fandtes frem til 1697 Köpmanporten.

## Historie
Köpmantorget kaldes på Petrus Tillaeus kort fra 1733 for Kiöpmanne T. Torvet fik sit navn efter Köpmangatan som var hovedforbindelsen mellem Stortorget og Fiskartorget udenfor den østlige del af bymuren. Köpmantorget var således ikke noget handelstorg, det var på Fiskartorget som specielt skjærgårdsbefolkningen bedrev handel i middelalderen.
Før 1687 var karréerne Pegasus (nord) og Perseus (syd) for torvet bygget sammen med en hvælving, som blev kaldt Köpmanporten og var en del af Stockholms gamle bymur. Köpmanporten blev afbildet af Elias Brenner lige før den blev nedrevet den 30. april 1687 «för dess trånga passage skull». Hvælvingen var i virkeligheden betydelig smallere end på Brenners illustration, ca. 1,6 meter.
Efter nedrivningen blev den nuværende plads anlagt. Den blev begrænset af den nu nedrevede Acteon-karré i øst. fra 1728 blev pladsen kaldt Köpmanporten. Senere har pladsen også blevet kaldt både Skvaltorget, på grund af vandet som løb over pladsen, og Skvallertorget på grund af en avis som havde lokaler på torvet.